# 尼爾·安瑪
尼爾·安瑪（Neil Armour，1967年1月14日—），生於蘇格蘭歐文，已退役蘇格蘭足球運動員，司職中堅。

## 球員生涯
尼爾生於蘇格蘭歐文，於1994年來港加盟當時在甲組角逐的勁旅愉園。1996年轉會東方，再在1997年加盟二合，期間擔任一隊和預備組教練，更發掘了蘇來強和馮振霆等職業球員。1999年與二合完約後，就與在香港認識曾擔任模特兒的妻子，重返美國，定居於加利福尼亞州。2000年4月於美國第二級組別聯賽球會赫爾希野貓和理海谷蒸汽試腳不成功，結果其後與第三組別聯賽球會河濱縣精英簽約，擔任球員兼教練，2000年再以球員兼教練身份轉會低組別球會猶他閃電，最後他因為在賽事中遭重創，結果在不情願下選擇退役掛靴。

## 教練生涯
尼爾在香港認識現任妻子Christina，其後一同回美國加利福尼亞州定居，而兩人育有三女。他目前任職電腦程式公司，亦都在當地著名球會西海岸擔任青年軍教練，更獲獎無數，其中有次更成為全國冠軍。

## 外部連結
- Neil Brown profile （页面存档备份，存于）